# Mackemer Point
Mackemer Point är en udde i Antarktis. Den ligger i Östantarktis. Australien gör anspråk på området.
Terrängen inåt land är platt. Havet är nära Mackemer Point åt nordväst. Trakten är glest befolkad. Närmaste befolkade plats är Casey Station, 18,7 kilometer norr om Mackemer Point. 